# 卡爾·桑德堡
卡尔·桑德堡（Carl August Sandburg，1878年1月6日—1967年7月22日），美国诗人、历史学家、小说家、民谣歌手、民俗学研究者，曾三次获得普利策奖。其中两次為他的詩歌，一次為他为亚伯拉罕·林肯写的传記。1939年12月4日《时代杂志》封面人物。成名于《芝加哥》（1916）和《玉米脱壳机》（1918），最后的诗作为《收获者》和《蜂蜜与盐》。卡尔·桑德堡主要的诗歌作品有：《草》、《大草原》、《钢的祈祷》、《人会活下去》、《思绪之束》、《雾》、《夕阳》、《也许》和《芝加哥》等等。

## 生平
卡尔·桑德堡，一位诗意的发言人，代表着千千万万的美国劳苦大众。他的呐喊来源于那些合着陈词滥调和朴实表达的街头闲谈，本地土语和生活语言。

### 在社会这所大学校
桑德堡是一位瑞典后裔，家乡位于伊利诺伊州盖尔斯堡。桑德堡更多地接受了来自社会而不是学校的教育。他在二十岁之前，边做奇怪的工作边游历于中西部的伊利诺伊州到内布拉斯加州。然而，那些他在旅行中遇到的农场和工厂工人，有一日成为他诗里的一道风景线。
桑德堡自愿参加爆发与1898年的美西战争，但更多的是由于他烦躁不安的心情而不是爱国主义。最终，他在自己家乡的一所大学上学，并同时认为他应该成为一名作家。他也在36岁那年将此想法铸成现实。也同时是那年，著名的杂志《诗歌》出版了他的一些诗作，如《芝加哥》（Chicago）。

### 美国诗歌的粗糙极端
桑德堡经常被拿来和沃尔特·惠特曼相比较。惠特曼的自由诗体以及俗语虽然不被那时的批评家所接受但好歹使他成为了美国文学的一面旗帜。然而，桑德堡对美国民主主义意识形态和对工人和劳工阶级内在的高贵品质的强烈情感表现于他最有名的几部诗集，《人民》（The People》、《是的》（Yes，1936)。
当桑德堡看起来是美国粗糙诗人的一分子时，他却实际上是一名温和并体贴的绅士。直到他死于90岁的高龄，美国人对他的著名形象——棱角分明的面孔和男孩般粗糙的发型实在是熟悉的不得了。不过就算如此，这位美国最上世纪流行的两首诗歌《芝加哥》（1914）和《雾》（Fog，1916）以及六卷传记《亚伯拉罕·林肯》（Abraham Lincoln，1926-1939）的作者，已然成为了美国史上的一段传奇。